# Vratislavská zahrada
Vratislavská zahrada, zvaná též Mitrovická zahrada, je raně barokní zahrada Vratislavského paláce (Tržiště 366/13) v Praze na Malé Straně. Tvoří ji tři terasy. V nejvyšším místě je 215 m n. m., rozloha 0,2 ha. Společně s palácem je od roku 1964 zapsána jako kulturní památka.

## Historie
Na místě dnešního domu (č. p. 366) se původně nacházely dva domy „na právu" kostela Matky Boží před Týnem (Týnský chrám). První zpráva o východně položeném domě pochází z roku 1591, kdy jej zdědil Václav Svatoš, bednář, po svém otci. Tehdy k domu patřila malá zahrada. V domě se vystřídalo několik majitelů, než byly roku 1671 prodány Kryštofovi Františku Vratislavovi z Mitrovic již s nově architektonicky upravenou zahradou a dostali se do správy rodu Vratislavů z Mitrovic. Od této doby se domy, které byly později přestavěny na palác, nacházejí v jejich vlastnictví a nesou název Palác Vratislaw. Zahrada u Vratislavského paláce prodělala dvě fáze výstavby. První etapa se uskutečnila v letech 1670–71; v této fázi měla být zřejmě zřízena druhá terasa s impozantním schodištěm, grotta, obvodové zdi, Sala terrena a východně od ní výklenek, který stojí přímo v ose. K druhé fázi výstavby mělo dojít ve dvacátých letech 18. století.
V roce 1689 zemřel Kryštof Karel hrabě Vratislav a dům se zahradou zdědil jeho syn Jan Václav Vratislav z Mitrovic (asi 1670–1712), nejvyšší kancléř Českého království v letech 1711–1712. Protože neměl potomky, daroval v roce 1709 polovinu domu svému bratru Františku Karlu Vratislavovi. Po smrti hraběte Jana Václava Vratislava z Mitrovic a jeho bratra Františka Karla Vratislava dům přešel na jeho sestry Marii Josefu hraběnku Šlikovou a Marii Alžbětu hraběnku Althanovou. Obě sestry dům prodaly královskému komořímu Jiřímu Bernardu Vratislavovi z Mitrovic. V letech 1824–1894 došlo k velké stavební úpravě, ale nezachovaly se ani plány, ani spisy o této přestavbě. Zbyl pouze jeden plán a rozpočet nákladů pro přístavbu zahradního domku u č. p. 366 v archivu rodiny Vratislavů ve Státním archivu Jindřichův Hradec. V držení Vratislavů se udržel palác se zahradou do roku 1948, kdy byl znárodněn.

## Architektura
Zahrada stoupá jižním směrem do svahu k Seminářské zahradě. Nad schodištěm se nalézají dva pavilóny umístěné u zdí, které hraničí se sousedními zahradami. Na východní straně hraničí zahrada s Vrtbovskou zahradou, na západní s Schönbornskou zahradou. Zahrada je na nejvyšším místě zakončena beláriem (letohrádkem).

### Tři zahradní kašny
1.) Kašna na horní terase zahrady Vratislavského paláce – v nedávné době instalovaná pískovcová kašna s laloky. Uprostřed je ozdobena rýhovanou plastikou s vodotryskem.
2.) Kašna v zahradní nice – novodobá kašna, umístěna do niky obvodové zdi zahrady, nedaleko předchozí zmíněné kašny. Vzhledem k silnému porostu břečťanu není téměř rozpoznat její vzhled. Voda vytéká z plastiky ptáka (orel?) po kaskádě z kamenů do spodní pískovcové nádržky.
3.) Kašna pod schody Vratislavského paláce – dvě zalomená ramena schodiště obklopují niku s kašnou. Ta je tvořena přepadovou mísou, do které teče jednoduchým chrličem voda z různých pramenů pod Petřínem a velkou pískovcovou nádrží.

## Archeologický výzkum
V roce 1993 probíhal ve spodní části zahrady Vratislavského paláce archeologický výzkum v souvislosti s výstavbou podzemních garáží. V rámci záchranného výzkumu bylo zdokumentováno celkem 109 hrobů, pohřbů či jejich částí. Pohřebiště prokazatelně pokračuje západním směrem na sousední parcelu čp. 365, kde se nachází Schönbornská zahrada.
Popisované pohřebiště se rozkládalo právě v prostoru mezi severním svahem Petřína a někdejším korytem Malostranského potoka. Ten pramenil pod Strahovským klášterem a tekl po okraji historického jádra, kde byl archeologicky ověřen v prostorech Hartigovské a Vratislavské zahrady.
Později, zhruba kolem poloviny 10. století, byla plocha, na níž bylo později založeno pohřebiště, využívána jako železářský okrsek menšího rozsahu z něhož byly při výzkumu nekropole odkryty také 3 objekty s vypáleným dnem – ohniště či pícky, vyplněné struskou a několika kousky železných rud.

## Současnost
Palác se zahradou získal v restituci zpět Maxmilián Wratislav z Mitrovic (1917–2002), který je začal postupně opravovat. Od roku 2008 Vratislavskou zahradu využívá Americké centrum a je veřejnosti nepřístupná.